# Constitución de la República Autónoma de Crimea
La Constitución de la República Autónoma de Crimea (en ucraniano: Конституція Автономної Республіки Крим; en ruso: Конституция Автономной Республики Крым) fue la ley fundamental de la República Autónoma de Crimea (actualmente bajo control de facto de Rusia). La Constitución establece el estado de la república y la autoridad dentro de Ucrania y otorga a Crimea el derecho a elaborar un presupuesto y administrar sus propios bienes. El texto también dice que el Parlamento de Crimea no tiene derecho de iniciativa legislativa y que el ucraniano es la única lengua oficial, quedando el idioma ruso como lengua reconocida de comunicación interétnica.
Tras la Anexión de Crimea y Sebastopol a Rusia, el parlamento de Crimea aprobó en abril de 2014 una nueva constitución que no es reconocida por Ucrania.

## Historia
Después de un referéndum el 20 de enero de 1991, Crimea recuperó su estatus de República Autónoma Socialista Soviética. Esto ocurrió meses antes de la declaración de la independencia de Ucrania, el 24 de agosto de 1991. Crimea fue en el momento parte de la República Socialista Soviética de Ucrania, que era una de las repúblicas constituyentes de la Unión Soviética. En febrero de 1992, el parlamento de Crimea formó la República de Crimea, y el gobierno de Ucrania les ofreció más autogobierno. El 5 de mayo, el Parlamento nombró a la república como independiente. y volvió a la primera constitución de Crimea el mismo día. El 6 de mayo de 1992, el mismo Parlamento incluyó una frase, en esta constitución que declaró que Crimea fuese parte de Ucrania. El Parlamento de Ucrania se reunió el 15 de mayo, anuló la declaración de independencia de Crimea y le dio al Parlamento de Crimea de una semana para cancelar un referéndum a celebrarse en agosto. En junio de 1992 las partes llegaron a un acuerdo y a Crimea se le dio el estatus de "República Autónoma".

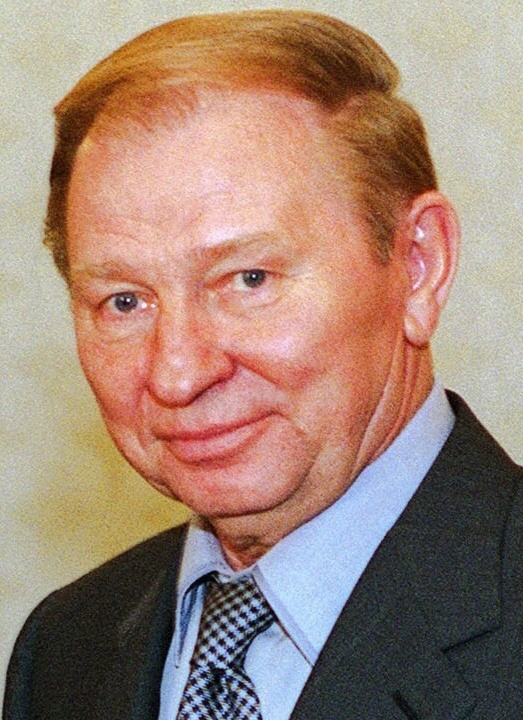
Leonid Kuchma, presidente de Ucrania de 1994 a 2005.

En mayo de 1994, el Parlamento de Crimea votó para restaurar la Constitución de mayo de 1992 de mayo. En septiembre de 1994 el presidente de Crimea Yuri Meshkov y el parlamento decidió escribir una nueva Constitución. El 17 de marzo de 1995, la Rada Suprema abolió la Constitución de 1992 (y el cargo de Presidente de Crimea). La decisión fue rechazada por Meshkov, quien se negó a dejar su cargo, y por el Consejo Supremo de Crimea, que respondió con la destitución del primer ministro Franchuk. Pero con los poderes locales debilitados por las luchas intestinas y con Rusia centrada en la Guerra Chechena, Kiev apenas encontró oposición para hacerse con el control de la península, tras desplegar fuerzas en los puntos estratégicos de Simferópol —Parlamento, televisión y residencia presidencial— y desarmar a la guardia personal del presidente. Finalmente, el 1 de abril Kuchma subordinó por decreto ley el gobierno de la República de Crimea al ejecutivo central y su yerno fue repuesto como primer ministro.
A partir de junio a septiembre de 1995, el presidente de Ucrania, Leonid Kuchma rigió Crimea bajo un decreto administración presidencial directa. El 21 de septiembre de 1995 el Consejo Supremo de Crimea aprobó una nueva Constitución, reformada el 1 de noviembre del mismo año. El nuevo texto, que definía a Crimea como una república autónoma dentro de Ucrania, fue parcialmente aprobado por Kiev el 4 de abril de 1996, con múltiples emmiendas. Entre ellas, la relativa a la denominación del oficial territorio, pasando de «República de Crimea» a «República Autónoma de Crimea».
El 28 de junio de 1996 la Rada Suprema de Ucrania aprobó una nueva Constitución, la primera tras la independencia del país, cuyo décimo capítulo se dedicó íntegramente al estatus de Crimea, en los siguientes términos:

Artículo 134

La República Autónoma de Crimea es una parte constituyente inseparable de Ucrania y decide sobre los asuntos atribuidos a su competencia dentro de los límites de la autoridad que determine la Constitución de Ucrania.

Artículo 135

La República Autónoma de Crimea se rige por la Constitución de la República Autónoma de Crimea, que es adoptada por la Rada Suprema de la República Autónoma de Crimea y aprobada por la Rada Suprema de Ucrania.

Las normas jurídicas de la Rada Suprema de la República Autónoma de Crimea y las decisiones del Consejo de Ministros de la República Autónoma de Crimea no deben contradecir la Constitución y las leyes de Ucrania.

Artículo 136

El Consejo de Ministros de la República Autónoma de Crimea es el gobierno de la República Autónoma de Crimea. El Jefe del Consejo de Ministros de la República Autónoma de Crimea es propuesto para su cargo por la Rada Suprema de la República Autónoma de Crimea, con el consentimiento del Presidente de Ucrania.

Un quinto proyecto de ley para una constitución realizada en octubre de 1995 fue ratificada el 21 de octubre de 1998 en la segunda sesión del Consejo Supremo de Crimea.  La Rada Suprema de Ucrania confirmó esta constitución el 23 de diciembre de 1998, ya que artículo 135 de la Constitución de Ucrania estableció que la Constitución de Crimea debe ser aprobada por el Parlamento de Ucrania. Entró en vigor el 12 de enero de 1999.